# Udo-Wolfgang Wilk
Udo-Wolfgang Wilk (* 1928 in Altona (Elbe); † 2016 in Quickborn-Heide) war ein deutscher Regisseur.

## Werdegang
Wilk begann seine Karriere als Kameramann, später wurde er Regieassistent (unter anderem bei Peter Lorres Thrillertragödie Der Verlorene von 1951). Peter Lorre übernahm auch die Hauptrolle in seinem Film; er spielt einen Arzt, der eine Verzweiflungstat begeht, als er bemerkt, dass seine Frau ihn ausspioniert. Schließlich stieg Wilk zum Regisseur auf. Vornehmlich arbeitete er für den Norddeutschen Rundfunk.
Von 1956 bis 1958 inszenierte Wilk Wer hat recht?, die erste Justizserie im deutschen Fernsehen.  Für die Fernsehserie Am Abend ins Odeon, die im Zeitraum 1960–1962 für den Norddeutschen Rundfunk entstand, arbeitete Wilk mit den Regisseuren Claus Lombard und Siegfried Lierschmann zusammen. Es handelt sich dabei um eine musikalische Unterhaltungssendung mit Tanz und Musik, in deren einzelnen Episoden aber auch Geschichten erzählt wurden. Auch in einer weiteren Fernsehserie des Norddeutschen Rundfunks, der Unterhaltungssendung Im Flamingo-Club von 1967 lag die Regie bei Wilk. Die einzelnen Folgen boten kabarettistische Auftritte sowie musikalische und tänzerische Darbietungen und beinhalteten auch Auftritte von Magiern und weiteren Unterhaltungskünstlern. 
Wilk führte außerdem Regie in populären NDR-Produktionen wie Tiere und Menschen (1984) und Hallo Spencer (1992/1993).
Wilk lebte mit seiner Familie seit 1960 bis zu seinem Tod in Quickborn-Heide.

## Filmografie
– Regie, wenn nicht anders angegeben –
- 1951: Der Verlorene (Regieassistent)
- 1956–1958: Wer hat recht? (Fernsehserie)
- 1957: Maxim auf Reisen (Fernsehserie)
- 1957: Schwedenpunsch (Fernsehkurzfilm)
- 1958: Der Mann, der seinen Namen änderte (Fernsehfilm, Regieassistent)
- 1958: Strandkorbgeflüster (Fernsehfilm)
- 1958: Parkett 1. Reihe (Fernsehfilm)
- 1959: Das musikalische Autogramm (Fernsehfilm)
- 1959, 1960: Südliches Intermezzo
- 1960: Träumereien – nicht von Schumann
- 1960: Toter gesucht (Fernsehfilm)
- 1960: Chanson kokett (Fernsehfilm)
- 1960–1962: Am Abend ins Odeon (Fernsehserie)
- 1962: Nicht für Jedermann (Fernsehfilm)
- 1962: Bella Musica (Fernsehfilm)
- 1967: Im Flamingo-Club (Fernsehserie, 1 Folge)
- 1984: Tiere und Menschen (Fernsehserie)
- 1988: Voll Wut und Frömmigkeit – Ernst Barlach in Selbstzeugnissen und Werken (Fernsehfilm, Konzept Drehbuch)
- 1992, 1993: Hallo Spencer (Fernsehserie, 7 Folgen)